# سول رحل
«سول رحل»(بالإنجليزية: Saul Gone)‏ هي الحلقة الأخيرة لمسلسل من الأفضل الاتصال بسول، المسلسل التلفزيوني المشتق من مسلسل اختلال ضال. إنها الحلقة الثالثة عشر والأخيرة من الموسم السادس والحلقة الثالثة والستين من المسلسل بشكل عام. كتب الحلقة وأخرجها بيتر غولد. تم بث الحلقة على إيه إم سي وإيه إم سي + في 15 أغسطس 2022، قبل الظهور لأول مرة عبر الإنترنت في مناطق معينة على نتفليكس في اليوم التالي.
الحلقة تتعامل مع جيمي ماكغيل الذي يواجه عواقب النزاعات التي تسببها هوياته الثلاث: الإجراءات التي قام بها طوال المسلسل تحت اسم ولادته، والجرائم الفيدرالية التي ارتكبها في اختلال ضال باسم سول غودمان، والمخططات التي أدارها في أوماها، نبراسكا، باسم جين تاكافيتش. تشهد الحلقة أيضًا مواجهة جيمي وكيم ويكسلر وجهاً لوجه لأول مرة منذ ست سنوات. عادت عدة شخصيات من من الأفضل الاتصال بسول واختلال ضال كضيوف.
شاهد ما يقدر بنحو 1.80 مليون مشاهد الحلقة خلال أول بث لها على إيه إم سي. تلقت الحلقة استحسان النقاد، حيث أشاد العديد من النقاد بتطور شخصية جيمي وتصالحه مع كيم. يعتبره النقاد أحد أفضل نهائيات المسلسلات في كل العصور.

## الحبكة

### التطوير
«سول رحل» هي الحلقة الأخيرة لمسلسل من الأفضل الاتصال بسول، كتب الحلقة وأخرجها بيتر غولد. كتب غولد حلقة «من الأفضل الاتصال بسول» من مسلسل اختلال ضال، والتي قدمت شخصية سول غودمان، وشارك في إنشاء المسلسل مع فينس غيليغان. عمل غولد و غيليغان في البداية كمشاركين في المسلسل قبل أن يترك غيليغان غرفة الكتاب للتركيز على مشاريع أخرى، مما أدى إلى أن يصبح غولد هو صانع العمل الوحيد.
في الأسبوع الذي يسبق النهاية، ذكر غيليغان أن الحلقة من المحتمل أن تكون آخر عمل في عالم اختلال ضال، حيث كان هو وغولد مستعدين للانتقال إلى قصص جديدة. اعترف غولد لاحقًا أنه بحلول العرض الأول لنهاية اختلال ضال، كان هو وغيليغان يعملان بالفعل على العرض الفردي، ولكن عندما تم بث خاتمة من الأفضل الاتصال بسول، كان الاثنان يعملان بشكل منفصل في مشاريع جديدة.

## الاستقبال

### التقييمات
ما يقدر بنحو 1.80 مليون مشاهد شاهدوا «سول رحل» خلال أول بث له على إيه إم سي في 15 أغسطس 2022. وهذا جعل الحلقة النهائية للمسلسل الأكثر مشاهدة منذ ختام الموسم الثالث في حلقة «فانوس»، والذي تم بثها قبل خمس سنوات. بما في ذلك إجمالي المشاهدات المتأخرة، أعطى المجموع النهائي 2.7 مليون مشاهد على إيه إم سي.
عند الإصدار الأولي للحلقة على إيه إم سي +، منصة بث الشبكة، واجه التطبيق انقطاعًا، مما تسبب في تسجيل خروج العديد من المستخدمين. ذكرت إيه إم سي لاحقًا أن أرقام المشاهدة في اليوم الأول للنهاية على إيه إم سي + كانت أكبر بأربعة أضعاف من العرض الأول للموسم.

## وصلات خارجية
- «سول رحل» على إيه إم سي (بالإنجليزية)
- «سول رحل» على قاعدة بيانات الأفلام على الإنترنت (بالإنجليزية)